# Anton Emanuel Schönbach
Anton Emanuel Schönbach (29. května 1848, Rumburk – 25. srpna 1911, Schruns, Rakousko-Uhersko) byl rakouský germanista, kulturolog a literární vědec.

## Biografie
Anton Emanuel Schönbach se narodil 29. května 1848 v severočeském Rumburku jako syn odborníka na telegrafii Josefa Schönbacha. Základní vzdělání absolvoval v Rumburku, potom se rodina přestěhovala do Vídně, kde Schönbach v roce 1867 odmaturoval na piaristickém gymnáziu. Po té studoval na Vídeňské univerzitě, kde promoval v roce 1871. Jeho habilitace pojednávala o veršované próze svaté Cecílie, nástupní řeč pak o vývoji legendy o Svatém grálu. V roce 1873 se stal Schönbach mimořádným profesorem na univerzitě ve Štýrském Hradci, v roce 1876 již profesorem řádným. Vypracoval zde mj. stanovy pro první seminář německé filologie v Rakousku-Uhersku. Od roku 1895 byl Schönbach korespondující (od roku 1903 řádný) člen Rakouské akademie věd. Korespondenčním členem Královské pruské akademie věd se stal v roce 1906. Patřil rovněž mezi prvních čtyřicet členů Společnosti pro podporu německé vědy, umění a literatury v Čechách. Konečně v roce 1903 byl jmenován dvorním radou. Anton Emanuel Schönbach zemřel v roce 1911 během svého dlouholetého pobytu na Vorarlbersku, kde se zasloužil o založení ochranného spolku pro údolí Montafon, jakési malé rakouské Švýcarsko. Pohřben byl ve Štýrském Hradci. V roce 1932 po něm byla pojmenována ulice (Schönbachgasse) ve vídeňském okrsku Hietzing.

## Dílo
Schönabach vydával především německou duchovní poezii a prózu, přičemž nejvíce se zajímal o středověké minnesengry. Publikoval také práce o německých pramenech k církevním dějinám. Byl spoluvydavatelem odborného časopisu Grazer Studien zur deutschen Philologie (1895–1900) a vydavatelem Altdeutschen Predigten (1886–1891) a Mittheilungen aus altdeutschen Handschriften (1878–1908).
- Über die humoristische Prosa des 19. Jahrhunderts (Graz 1875)
- Über Lesen und Bildung (1888)
- Das Christentum in der altdeutschen Heldendichtung (1897)
- Walther von der Vogelweide, "Ein Dichterleben" (Graz 1890, 3. verbesserte Auflage Graz 1910, Verlag Ernst Hofmamm & Co. Berlin, 233 s.)
- Otfried-Studien (1894)
- Studien zur Geschichte der altdeutschen Predigt, 7 Teile (1896–1906)
- Studien zur Erzählung des Mittelalters (1898–1902)
- Anfänge des Minnegesangs (1898)
- Gesammelte Aufsätze (1900)
- Schiller-Rede (1905)